# Sean Howson
Sean Howson (n. el 25 de noviembre de 1981, en Plymouth) es un futbolista profesional que se ha desempeñado como delantero para el Hurstpierpoint F.C. en la Sussex County Football League Division 3, ha sido llamado para jugar en la Selección de fútbol de Montserrat.